# دید (پایگاه داده)
دید یا دیدگاه در تئوری پایگاه داده‌ها از یک سری پرس و جوهای ذخیره شده پایگاه داده‌ها تشکیل شده و به عنوان یک جدول مجازی در پایگاه داده‌های رابطه‌ای یا مجموعه‌ای از سندها در یک پایگاه داده‌های سند-گرا در دسترس است.
مزایای دیدها:
- دیدها می‌توانند استقلال منطقی داده‌ها را فراهم کنند.
- دیدها می‌توانند امنیت خودکاری را برای داده‌های مخفی فراهم کنند.
- دیدها موجب می‌شوند تا داده‌های یکسان، همزمان از نظر کاربران مختلف به شکل مختلفی دیده شوند.
- دیدها یک قابلیت میان‌بر یا ماکرو را فراهم می‌کنند.[۱]

دسترسی به دیدها از نظر کاربر مستقیم ولی از نظر سیستم غیرمستقیم است، یعنی سیستم هرگونه استخراج اطلاعات را از جداول اصلی انجام می‌دهد. به عنوان مثال، اگر دیدی با نام accounts_view به صورت زیر ایجاد نماییم
```
accounts_view:
----
SELECT name,
  money_received,
  money_sent,
  (money_received - money_sent) AS balance,
  address,
...
  FROM table_customers c
  JOIN accounts_table a
  ON a.customer_id = c.customer_id

```

و حال کوئری زیر را اجرا کنیم:
```
Sample query
----
SELECT name,
  balance
  FROM accounts_view

```

سیستم کوئری زیر را اجرا خواهد نمود:
```
Preprocessed query:
----
SELECT name,
  balance
  FROM (SELECT name,
  money_received,
  money_sent,
  (money_received - money_sent) AS balance,
  address,
...
  FROM table_customers c JOIN accounts_table a
  ON a.customer_id = c.customer_id)

```